# Ådsel
Et ådsel eller kadaver er et lig, der begyndt at gå i forrådnelse.
Ådsler udgør en vigtig del af næringen for ådselædere og visse altædende dyr fx gribbe, prærieulve, flertallet af bjørne, samt visse biller og mange andre insekter og deres larver. Ådsler er også en vigtig næringskilde for mange svampe og bakterier.

## Historisk
Ådsler, fra især landbrugs husdyr, spillede en større rolle end i dag, hvilket kan ses af opslaget "Aadsel" i Salmonsens Konversationsleksikon fra 1915 (retstavningen er ændret):
"Ådsel, lig, der er begyndt at gå i forrådnelse. Det er især ådsler af husdyr, der spiller nogen rolle, dels fordi de let kan udbrede smitte, når dyret er død af en smitsom sygdom, og dels fordi enkelte dele af dem finder teknisk anvendelse. For at forhindre udbredelsen af smitte er der overalt fastsat bestemmelser om nedgravning og desinfektion af kadavere af dyr, der har lidt af smitsomme sygdomme, såsom miltbrand, snive, fårekopper, ondartet lungesyge, kvægpest, mund- og klovsyge og flere, ligesom der i almindelighed for hver sygdom gives bestemte regler for, hvilke dele af det døde dyr der må benyttes, og under hvilke forsigtighedsregler.
De dele af ådslet, der skal ødelægges, bliver kogt eller nedgravet og bestrøet med kalk eller klorkalk, og dette blandes også ind i den jord, hvormed de tildækkes. Teknisk anvendelse finder især huderne af okser, heste og får, til dels også af hunde, manke- og halehårene af heste, ulden af får, horn og klove.
Undertiden udkoges fedtet, efter at kadaveret er flået, og bruges til vognsmørelse og til sæbefabrikation. Horn og klove bruges af drejere og kammagere; huden, hårene og ulden finder den sædvanlige anvendelse. Enkelte steder i udlandet findes fabrikker, alene baserede på udnyttelsen af hestekadavere. Hud, hår, hove og fedt bruges som sædvanligt. Den af benene og kødet udkogte suppe inddampes stærkt og benyttes under betegnelsen bonesize (benslette) til slette i væverier. Ben- og kødresterne behandles med svovlsyre, tørres i luften, males til pulver og sælges som gødning." 